# 小鱗尖牙鱸
小鱗尖牙鱸（学名：Synagrops microlepis）為輻鰭魚綱鱸形目鱸亞目發光鯛科的一種，為深海魚類，分布於東大西洋甘比亞外海至安哥拉海域，深度50-500公尺，體長可達16.5公分，棲息泥底質底層水域，以甲殼類、頭足類、磷蝦等為食，生活習性不明。
其种加词“microlepis”意为“细鳞的”。